# Holocerus lucifer
Holocerus lucifer är en insektsart som först beskrevs av Jean Guillaume Audinet Serville 1838.  Holocerus lucifer ingår i släktet Holocerus och familjen torngräshoppor. Inga underarter finns listade i Catalogue of Life.